# Nightlife (album)
 (janvier 2015).
Si vous disposez d'ouvrages ou d'articles de référence ou si vous connaissez des sites web de qualité traitant du thème abordé ici, merci de compléter l'article en donnant les références utiles à sa vérifiabilité et en les liant à la section « Notes et références ».
Pour les articles homonymes, voir Nightlife (homonymie).
Albums de Pet Shop Boys
Bilingual
(1996) Release
(2002)
Nightlife est un album du groupe Pet Shop Boys édité le 11 octobre 1999 et vendu à plus de 1,2 million de copies[réf. nécessaire]. Il inclut les singles I Don't Know What You Want But I Can't Give It Any More, New York City Boy, You Only Tell Me You Love Me When You're Drunk. L'album se présente sous la forme d'un CD composé de 12 titres. L'édition Limitée comprend le même CD accompagné d'un 1 VCD de 3 vidéos. Nightlife Extra est l'édition limitée spéciale réservée au marché américain comprenant 2 CD et 23 titres.

## Nightlife
| No  | Titre                                                   | Auteur                                   | Durée |
| --- | ------------------------------------------------------- | ---------------------------------------- | ----- |
| 1.  | For Your Own Good                                       | Neil Tennant, Chris Lowe                 | 5:12  |
| 2.  | Closer to Heaven                                        | Neil Tennant, Chris Lowe                 | 4:07  |
| 3.  | I Don't Know What You Want But I Can't Give It Any More | Neil Tennant, Chris Lowe                 | 5:09  |
| 4.  | Happiness Is an Option                                  | Neil Tennant, Chris Lowe, George clinton | 3:48  |
| 5.  | You Only Tell Me You Love Me When You're Drunk          | Neil Tennant, Chris Lowe                 | 3:12  |
| 6.  | Vampires                                                | Neil Tennant, Chris Lowe                 | 4:43  |
| 7.  | Radiophonic                                             | Neil Tennant, Chris Lowe                 | 3:32  |
| 8.  | The Only One                                            | Neil Tennant, Chris Lowe                 | 4:21  |
| 9.  | Boy Strange                                             | Neil Tennant, Chris Lowe                 | 5:10  |
| 10. | In Denial (whith Kylie Minogue)                         | Neil Tennant, Chris Lowe                 | 3:20  |
| 11. | New York City Boy                                       | Neil Tennant, Chris Lowe, David Morales  | 5:16  |
| 12. | Footsteps                                               | Neil Tennant, Chris Lowe                 | 4:24  |

### Nightlife Extra- Édition USA - CD Bonus
| No  | Titre                                                                                            | Auteur                                  | Durée |
| --- | ------------------------------------------------------------------------------------------------ | --------------------------------------- | ----- |
| 1.  | Ghost of Myself                                                                                  | Neil Tennant, Chris Lowe                | 4:02  |
| 2.  | Casting a Shadow                                                                                 | Neil Tennant, Chris Lowe                | 4:36  |
| 3.  | Je t'aime... moi non plus (avec Sam Taylor-Wood)                                                 | Serge Gainsbourg                        | 4:14  |
| 4.  | Silver Age                                                                                       | Neil Tennant, Chris Lowe                | 3:30  |
| 5.  | Screaming                                                                                        | Neil Tennant, Chris Lowe, Tom Stephan   | 4:51  |
| 6.  | I Don't Know What You Want But I Can't Give It Any More (The Morales Remix)                      | Neil Tennant, Chris Lowe                | 7:44  |
| 7.  | I Don't Know What You Want But I Can't Give It Any More (Thee Maddkatt Courtship 80 Witness Mix) | Neil Tennant, Chris Lowe                | 7:37  |
| 8.  | New York City Boy (The Superchumbo Uptown Mix)                                                   | Neil Tennant, Chris Lowe, David Morales | 9:43  |
| 9.  | New York City Boy (The Almighty Definitive Mix)                                                  | Neil Tennant, Chris Lowe, David Morales | 6:29  |
| 10. | New York City Boy (The Thunderpuss 2000 Club Mix)                                                | Neil Tennant, Chris Lowe, David Morales | 10:52 |
| 11. | New York City Boy (The Lange Mix)                                                                | Neil Tennant, Chris Lowe, David Morales | 7:06  |

### NightlifeBonusVCD
| No | Titre                                                               | Auteur                   | Durée |
| -- | ------------------------------------------------------------------- | ------------------------ | ----- |
| 1. | I Don't Know What You Want But I Can't Give It Any More (Vidéoclip) | Neil Tennant, Chris Lowe | 4:21  |
| 2. | You Only Tell Me You Love Me When You're Drunk (Vidéoclip)          | Neil Tennant, Chris Lowe | 3:13  |
| 3. | New York City Boy (Vidéoclip)                                       | Neil Tennant, Chris Lowe | 4:17  |